# Käseschnitte

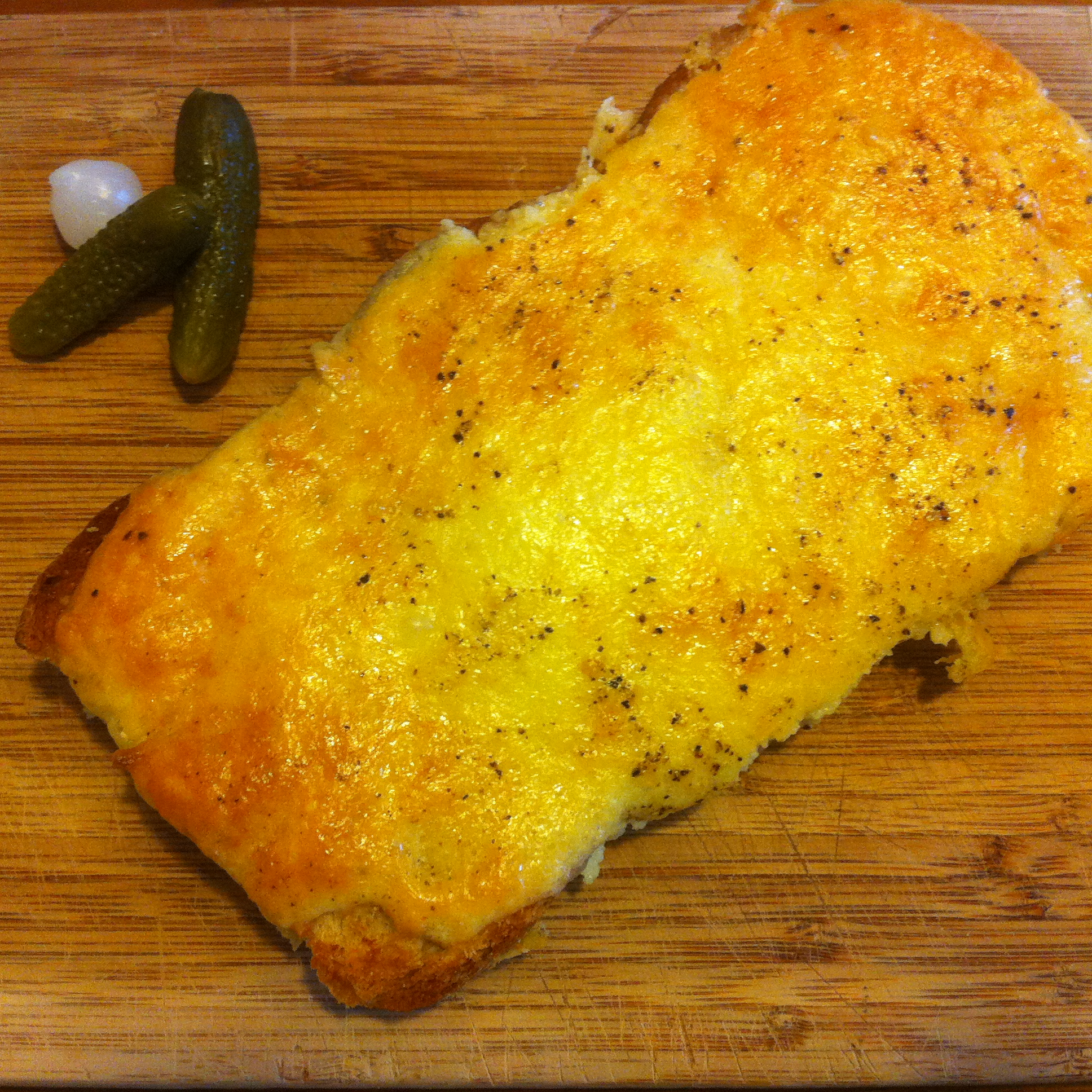
Schweizer Käseschnitte

Eine Käseschnitte (schweizerdeutsch Chässchnitte) ist ein Gericht aus der Schweizer Küche, insbesondere im Kanton Wallis, und aus Savoyen.
Dabei wird eine Brotscheibe mit einer Mischung aus geriebenem Käse, Mehl, Milch oder Rahm sowie mit Eigelb bestrichen und dann mit der bestrichenen Seite nach unten mit Öl oder Butter gebacken. Nebst dieser «militärischen» Variante der Zubereitung werden Käseschnitten auch im Backofen zubereitet, wobei der Mischung auch Weisswein und Gewürze beigegeben werden. Das Hauptgericht, selten auch mit Schinken belegt, wird meist mit Salat oder Spiegelei serviert.
Eine Käseschnitte ist also nicht mit einer Brotschnitte, belegt mit Käsescheiben gleichzusetzen (Käsebrot).

## Verbreitung und Bedeutung
Erste schriftliche Belege der Zubereitung von Käseschnitten gibt es für das 18. Jahrhundert.

«Berthouds heißt das Lieblingsgericht der Waadtländer, eine Käseschnitte am Feuer gebraten und mit jungem Sauserwein begossen.»

Ein Indiz für die Bedeutung der Käseschnitten als typisch schweizerischer Speise ist deren Angebot im Schweizer Pavillon an der Weltausstellung Expo 58 in Brüssel und an der schweizerischen Landesausstellung Expo.02. Dort wurden 113'529 Militärkäseschnitten verkauft.
Gemäss einer 1972 in der Schweiz durchgeführten Umfrage landete die Käseschnitte bei der Frage nach den beliebtesten Gerichten mit Schweizer Käse im Mittelfeld, sowohl in der deutsch- als auch französischsprachigen Schweiz.
1959 wurden Schweizer Rekruten zur Beliebtheit einzelner Speisen befragt. Dabei zeigte sich, dass Käseschnitten mit Salat sowohl bei Deutsch- wie auch bei Welschschweizern mittelmässig beliebt waren. Hingegen wurden Käseschnitten mit Apfelmus von Deutschschweizern zu zwei Dritteln abgelehnt, von Romands zu 95 Prozent.

## Käseschnitte in der Schweizer Armee
Die traditionelle Militärkäseschnitte wird laut Dienstvorschrift der Schweizer Armee für 100 Personen mit einer sechs Kilogramm schweren Käsemischung zubereitet, die aus je zwei Kilogramm Emmentaler und Greyerzer sowie je einem Kilogramm Tilsiter und Appenzeller besteht.
Im Jahr 1940 kam es zu zwei Vorfällen, als mit Trikresylphosphat versetztes Mineralöl anstelle von Speiseöl zum Herstellen von Käseschnitten und Salatsauce verwendet wurde. Die über 90 betroffenen Personen wurden danach als Ölsoldaten bezeichnet und litten lebenslang an den Folgen der Vergiftung. Zu ihren Gunsten wurde im Oktober 1947 erstmals gesamtschweizerisch im Rahmen der Glückskette Geld gesammelt.

## SchulkochbuchTiptopf
Ein Rezept für Käseschnitten befindet sich auch im schweizerischen Schulkochbuch Tiptopf. Dabei wird darauf hingewiesen, dass es sich um ein Rezept handelt, das zum Resteverwerten geeignet ist. Hierbei werden die Brotscheiben mit Milch weich gemacht, und anschliessend auf einer Seite mit der gewürzten Käse-Milch-Ei-Mischung bestrichen. Neben der Normalvariante, mit der bestrichenen Seite nach unten in Öl auszubacken, wird auch auf eine Variante im Backofen hingewiesen.